# James Mattis
James N. Mattis (nascut el 8 de setembre de 1950) és un general retirat del Cos de Marines dels Estats Units d'Amèrica que va servir com a onzè comandant del Comandament Central dels Estats Units entre l'11 d'agost de 2010 i el 22 de març de 2013.
Mattis és conegut per haver implementat l'estratègia COIN, o contrainsurgència. Abans que el president Barack Obama l'escollís per reemplaçar el general David Petraeus l'11 d'agost de 2010, havia comandat l'USJFCOM entre el 9 de novembre de 2007 i l'agost de 2010, servint concurrentment com Comandant Aliat Suprem de Transformació de l'OTAN entre el 9 de novembre de 2007 i el 8 de setembre de 2009. Anteriorment, havia comandat la I Força Expedicionària dels Marines, el Comandament Central de les Forces Marines dels Estats Units i la 1a Divisió de Marines durant la guerra de l'Iraq.
L'1 de desembre de 2016, el President electe Donald Trump va anunciar que Mattis seria el Secretari de Defensa dels Estats Units en la futura administració.